# Big Hit (film)
Pour les articles homonymes, voir Big Hit.
Pour plus de détails, voir Fiche technique et Distribution.
Big Hit ou Le grand coup au Québec (The Big Hit) est un film américain réalisé par Kirk Wong et sorti en 1998. Il s'agit de l'unique long métrage américain du cinéaste hongkongais, qui suivait l'arrivée de réalisateurs comme John Woo (producteur du film) à Hollywood.
Le film reçoit des critiques globalement mitigées aux États-Unis et ne rencontre pas de succès au box-office.

## Synopsis
Melvin « Mel » Smiley est tueur à gages. Il tente malgré tout de mener une vie tout à fait normale, comme n'importe quel employé. Il essaye par ailleurs de mener en même temps plusieurs relations amoureuses. L'une d'elles implique Chantal, une femme exigeante, souvent humiliante, qui n'accepte pas son travail. L'autre est Pam, qui ne connaît rien de son métier. Toutes ces situations rendent Melvin très stressé. Il soulage en prenant très souvent du Maalox.
Melvin travaille souvent avec Cisco, Crunch, Vince et Gump. Après un coup pour leur patron mafieux, Paris, la bande d'amis se sent sous-payés. Ils acceptent alors une autre « affaire » pour quelqu'un d'autre. Ils doivent ainsi kidnapper l'adolescente Keiko Nishi, fille du magnat de l'électronique Jiro Nishi, pour exiger une lourde rançon. Cependant, l'équipe ignore que Nishi a récemment fait faillite et que le parrain de la jeune fille n'est autre que leur patron, Paris. Melvin doit cacher l'écolière ligotée et bâillonnée chez lui, essayant de cacher sa présence à ses proches. Par ailleurs, Mel va devenir l'homme à abattre après s'être fait trahir.

## Fiche technique
Sauf indication contraire, les informations mentionnées dans cette section peuvent être confirmées par la base de données cinématographiques IMDb,  présente dans la section « Liens externes ».
- Titre français : Big Hit
- Titre québécois : Le grand coup
- Titre original : The Big Hit
- Réalisation : Kirk Wong
- Scénario : Ben Ramsey
- Musique : Graeme Revell
- Décors : Taavo Soodor
- Costumes : Margaret Mohr
- Photographie : Danny Nowak
- Montage : Robin Russell et Pietro Scalia
- Production : Troy Allen, Wesley Snipes et Warren Zide

Producteurs délégués : Terence Chang, Hilda Marie Combs , John M. Eckert, John Woo
Coproducteurs : Roger Garcia, Victor McGauley et Craig Perry
- Sociétés de production : TriStar, Amen Ra Films, Lion Rock Productions et Zide-Perry Productions
- Sociétés de distribution : Columbia TriStar Films (France), Sony Pictures Releasing (États-Unis)
- Budget : 13 millions de dollars[1]
- Pays de production :  États-Unis
- Langue originale : anglais
- Format : Couleurs - 1,85:1 - Dolby - 35 mm
- Genre : comédie d'action
- Durée : 91 minutes
- Dates de sortie[2] :
  - États-Unis : 24 avril 1998
  - France : 12 août 1998

## Distribution
- Mark Wahlberg : (VF Vincent Barazzoni) Melvin « Mel » Smiley
- Lou Diamond Phillips :( VF Lionel Henry) Cisco
- Christina Applegate : Pamela « Pam » Shulman
- Avery Brooks : Paris
- Bokeem Woodbine : Crunch
- Antonio Sabàto, Jr. : Vince
- China Chow : Keiko Nishi
- Lainie Kazan : Jeanne Shulman
- Elliott Gould : Morton Shulman
- Sab Shimono : Jiro Nishi
- Robin Dunne : Gump
- Lela Rochon : Chantel
- Danny Smith :(VF Pascal Grull) le jeune au vidéo-club
- Joshua Peace : Lance
- David Usher : Sergio
- Gerry Mendicino : le trader

## Production
Kirk Wong réalise ici son premier — et unique — long métrage américain. Le film est notamment produit par John Woo, qui avait “ouvert la voie” aux cinéastes hongkongais en tournant Chasse à l'homme (1993) avec Jean-Claude Van Damme. D'autres réalisateurs comme Ringo Lam, Tsui Hark, Stanley Tong et Ronny Yu feront également de même.
Le rôle de Melvin Smiley est initialement écrit pour Martin Lawrence, alors que Jason Scott Lee a également été envisagé.
Le tournage a lieu de juillet à septembre 1997. Il se déroule dans l'Ontario au Canada, notamment à Toronto, Hamilton, Pickering.

## Bande originale
La musique du film est composée par Graeme Revell. L'album de la bande originale contient davantage de chansons entendues dans le film, dont un titre enregistré par Mark Wahlberg spécialement pour le film.
Liste des titres
1. Buddha Monk – Got's Like Come On Thru
2. Red Rat (en) feat. Goofy – Cruise
3. E-40 – Watch Where You Lay Your Head
4. Latanya – What U On
5. Mark Wahlberg – Don't Sleep
6. Sugarhill Gang – Apache
7. Beenie Man – Who Am I
8. Molotov – Voto Latino
9. Bounty Killer – Kry For, Lie For, Die For (Tequila)
10. Funkdoobiest – Act On It
11. Buck-O-Nine – I'm The Man
12. Mighty Dub Katz – Magic Carpet Ride (Fatboy Slim Latin Ska Acid Breakbeat Mix)
13. Fun Lovin' Criminals – The Fun Lovin' Criminal
14. Graeme Revell – Big Hit Theme

Autres morceaux présents dans le film
- The World Is New par Save Ferris.
- Someone to Call My Own par Behan Johnson.
- She's the One par World Party.
- Concerto pour trompette de Joseph Haydn

## Sortie et accueil

### Critique
Sur l’agrégateur de critiques Rotten Tomatoes, il obtient 41% d'avis favorables pour 41 critiques et une note moyenne de 5,1⁄10. Le consensus suivant résume les critiques compilées par le site : « The Big Hit cherche à mélanger le meilleur du cinéma d'action hongkongais et américain, mais finit par offrir une bouillie confuse qui manque largement ». Sur Metacritic, qui utilise une moyenne pondérée, le film obtient une note de 31⁄100 pour 20 critiques.

### Box-office
| Pays ou région     | Box-office     | Date d'arrêt du box-office | Nombre de semaines |
| ------------------ | -------------- | -------------------------- | ------------------ |
| États-Unis, Canada | 27 007 143 $   | 14 mai 1998                | 3                  |
| France             | 65 824 entrées | -                          | -                  |
| Total mondial      | 27 781 843 $   |                            |                    |

## Clin d’œil
Le personnage principal regarde et évoque plusieurs fois le film King Kong 2 (1986) de John Guillermin.